# 新マニラ国際空港
新マニラ国際空港 (しんマニラこくさいくうこう、英: New Manila International Airport, NMIA) は、フィリピンのブラカン州西部で建設中の国際空港である。ブラカン国際空港 (英: Bulacan International Airport) とも呼ばれる。

## 概要
フィリピンは島国であり、国内輸送には航空、海運が欠かせない。2010年頃よりセブ・パシフィック航空などの格安航空会社の台頭により、航空需要は急増している。
首都のマニラにあるニノイ・アキノ国際空港は設備が古く、旅客・貨物処理能力の不足による慢性的な混雑、4つの旅客ターミナルが離れており、空港アクセスも悪いため、利用者からの評判は良くなかった。2013年の調査では、世界の空港で最下位にランキングされたが、2014年の調査では最下位から4番目に改善している。

### 建設地の検討
新空港の建設、移転問題に関し長い間議論されてきたが、フィリピンの大統領が代わるたびに、新空港計画も変わっていった。
アロヨ政権(2001-2010)は、マニラの北方約90kmにあるクラーク国際空港を整備、父の名であるディオスダド・マカパガル国際空港へと改名した。
アキノ政権(2010-2016)は、改名前のクラーク国際空港に戻し、父の名であるニノイ・アキノ国際空港の改修、第3ターミナルの全面開業、滑走路増設計画などを実施してきた。
ドゥテルテ政権(2016-2022)は、Build! Build! Build!のスローガンのもと、インフラ整備に力を入れた。2019年9月、ブラカン州の新空港建設プロジェクトに関しサン・ミゲルと契約した。ニノイ・アキノ国際空港の拡張事業も承認したが、白紙化された。
マルコス政権(2022-)は、交通インフラの整備を重点政策の一つとして掲げているが、クラーク国際空港の拡張、アクセス鉄道建設（南北通勤鉄道）を最優先とさせている。更には、ブラカン新空港周辺地域の経済開発事業法案に対し、拒否権を発動させた。これに対しサンミゲルは、開発計画は変更しない方針を明らかにしている。ニノイ・アキノ国際空港を、フェルディナンド・E・マルコス国際空港へ改名する法案も提出されている。
ニノイ・アキノ国際空港の代替候補案として、JICAなどから下記の地点が挙げられていた。
- ニノイ・アキノ国際空港の滑走路増設[13]
- マニラ湾、バエ湖の埋め立て
- サングレーポイント空港（英語版）の拡張[19][20]
- クラーク国際空港の拡張、鉄道、道路アクセス整備[21]

### 建設
2019年9月、新空港建設に関し、フィリピンのコングロマリット、サン・ミゲルと官民パートナーシップ契約が結ばれた。マニラ首都圏北部のブラカン州の海上、マニラ湾を埋め立てて建設することとなった。
空港概要
- 総事業費 : 7,356億ペソ（約130億ドル）
- 総敷地面積 : 2,500ヘクタール
- 滑走路 : 4本
- 年間利用者数 : 3,500万人（開港時）

2027年の開港を目指している。
財源確保のために、ニノイ・アキノ国際空港の用地を売却する案も出されている。

## 空港アクセス
- 高速道路（en:Skyway (Metro Manila)）が建設される[23]。北ルソン高速道路（英語版）に接続される計画もある。
- マニラMRT7号線が空港まで延伸される計画がある[24]。